# Paul Matteoli
Paul Roger Hubert Matteoli (* 7. November 1929 in Ollioules; † 28. Dezember 1988 in Istres) war ein französischer Radrennfahrer und nationaler Meister im Radsport.

## Sportliche Laufbahn
Sein bedeutendster Erfolg war der Gewinn der Bronzemedaille bei den UCI-Bahn-Weltmeisterschaften in der Einerverfolgung der Amateure 1950 als Sydney Patterson den Titel holte.
Matteoli war sowohl im Bahnradsport als auch im Straßenradsport aktiv. Den nationalen Titel in der Einerverfolgung gewann er 1950 und 1951. 1952 und 1954 wurde er Vize-Meister.
Von 1948 bis 1949 fuhr er als Unabhängiger. Die nationalen Titel im Straßenrennen der Unabhängigen gewann er 1949. Kurz danach wurde er Berufsfahrer im Radsportteam Arlinguie-Hutchinson und blieb bis 1954 aktiv.
Auf der Straße siegte er in den Eintagesrennen Circuit de l’Ain 1953 und Circuit des Deux Pont 1954. Viermal startete er im Grand Prix des Nations, konnte aber keine vordere Platzierung erreichen.